# Lundby Sogn (Vordingborg Kommune)
 For alternative betydninger, se Lundby Sogn. (Se også artikler, som begynder med Lundby Sogn)
Lundby Sogn er et sogn i Stege-Vordingborg Provsti (Roskilde Stift).
I 1800-tallet var Lundby Sogn anneks til Hammer Sogn. Hammer-Lundby sognekommune blev senere delt, så hvert sogn dannede sin egen sognekommune. Hammer gik allerede i 1962 ind i Fladså Kommune, som blev dannet færdig ved kommunalreformen i 1970 og indgik i Næstved Kommune ved strukturreformen i 2007. Lundby gik sammen med Køng Sogn, der var et selvstændigt pastorat og havde dannet sin egen sognekommune. Alle 3 sogne hørte til Hammer Herred i Præstø Amt. Køng-Lundby blev ved kommunalreformen indlemmet i Vordingborg Kommune.
I Lundby Sogn ligger Lundby Kirke.
I sognet findes følgende autoriserede stednavne:
- Espelund (bebyggelse)
- Lundby (bebyggelse, ejerlav)
- Lundby Torp (bebyggelse, ejerlav)
- Lundbygård (ejerlav, landbrugsejendom)